# Pomadasys argyreus
Pomadasys argyreus är en fiskart som först beskrevs av Valenciennes, 1833.  Pomadasys argyreus ingår i släktet Pomadasys och familjen Haemulidae. Inga underarter finns listade i Catalogue of Life.